# Gerrit Barron
Gerrit Julius Markus Barron (Moengo, 18 september 1951) is een Surinaams jeugdboekenschrijver en dichter.

## Biografie
Gerrit Barron is een broer van de beeldhouwer George. Hij volgde de Surinaamse Kweekschool en ging in 1974 naar Nederland, waar hij de hoofdakte behaalde. Na de coup van 1980 keerde hij definitief terug. Hij werkte als ambtenaar bij het ministerie van Onderwijs, als onderwijzer, als voorlichter van premier Udenhout (1984-1986) en exploiteerde enkele supermarkten en een boekhandel. Als dichter maakte Barron zijn debuut in 1973 met de bundel Falawatra [Eb]. Zijn eerste jeugdboek, Een lach en een traan, verscheen bij De Volksboekwinkel in 1978. Zijn latere boeken bracht hij uit bij zijn eigen Educatieve Uitgeverij Sorava. Barron ontwierp ook professioneel uitgevoerde gezelschapsspelen, zoals het taxispel Taxibo: `Stopplaats Monument van de Revolutie: Geloof in eigen kunnen is de basis voor vooruitgang. U mag 5 stopplaatsen verder.' Met zijn uitgeverij Afaka brengt hij verkeersboeken en landkaarten uit, waarbij alle koloniale namen worden vervangen door Surinaamse namen.
Na Falawatra bracht Barron nog drie bundels, sterk nationalistische, anti-kolonialistische poëzie in het Sranan en het Nederlands en naar de vorm geheel in de traditie van de Surinaamse strijddichter R. Dobru met een enkel oorspronkelijk gedicht. Barron was redacteur van het tijdschrift Bro (1983), waarvan slechts 2 nummers verschenen. Zijn columns, verschenen in het dagblad De Ware Tijd, bundelde hij tot Ik en mijn pen (1986). Zijn laatste dichtbundel is Nieuwe gedichten in de late middag (1988) die naar vorm en inhoud niet verrast, tenzij door het feit dat de dichter zichzelf geniaal noemt en er geen woord van kritiek op het militarisme van de jaren ’80 in Suriname in terug te vinden is.
Het meeste succes had Barron met zijn kinderboeken: Een lach en een traan (1978), Titri en toto (1979), Bij Anoekoe in het bos (1980), Het geheim van de Goslar (1984), Kamla en de vergulde man (1981), Oorlog in Bakroeland (1987), De Koning van Koronie en andere verhalen (1991), Dyora de wajanpop (1995), De Hemelbrug (1999), De kinderen van Sadoema (2003) en Fort Boucou (2017). Hun ontvangst in de literaire kritiek was nogal wisselend, maar ze bereikten veel Surinaamse kinderen en sommige werden geregeld herdrukt.

## Over Gerrit Barron
- Michiel van Kempen, Een geschiedenis van de Surinaamse literatuur. Breda: De Geus, 2003, deel II, pp. 977, 1057, 1188-1189, 1196.